# Carcinização

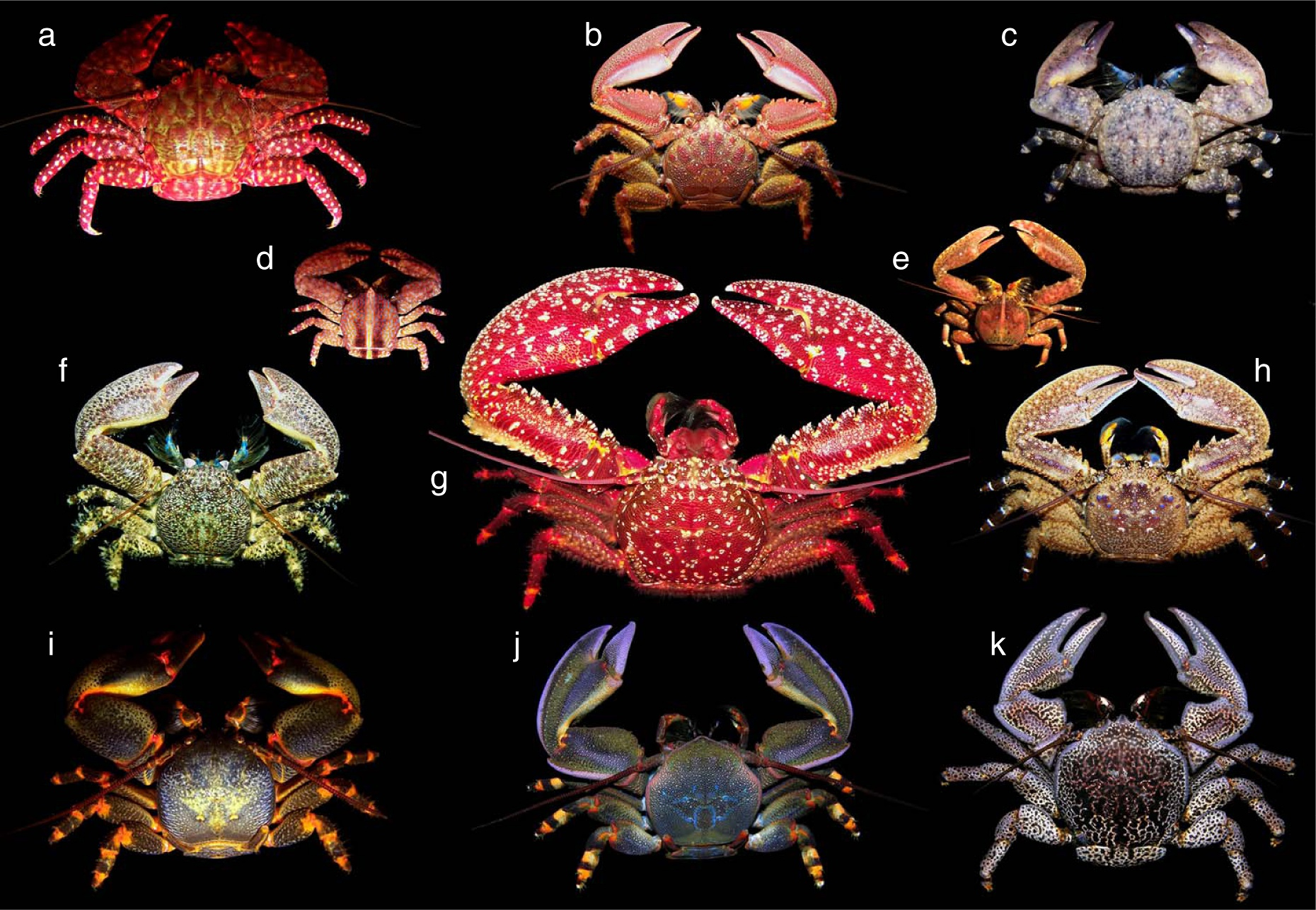
Os caranguejos-porcelana se assemelham aos caranguejos, mas estão mais relacionados às lagostas e aos caranguejos-ermitão.

Na biologia evolutiva, a carcinização é um exemplo de convergência evolutiva em que um crustáceo evolui para uma forma semelhante a um caranguejo a partir de uma forma não semelhante a um caranguejo. O termo foi introduzido por LA Borradaile, que o descreveu como "uma das muitas tentativas da natureza de desenvolver um caranguejo".
Acredita-se que a carcinização tenha ocorrido independentemente em pelo menos cinco grupos de crustáceos decápodes, principalmente os caranguejos-reais, que muitos cientistas acreditam ter evoluído a partir dos ancestrais do caranguejo-eremita. Os outros exemplos são a família Porcellanidae, ou caranguejos-porcelana (que estão intimamente relacionados a Galatheoidea), o Lomis hirta, o caranguejo-dos-coqueiros Birgus latro e os caranguejos verdadeiros. O exemplo de caranguejos-real (família Lithodidae) evoluindo de ermitões foi particularmente bem estudado e, embora alguns duvidem dessa teoria, há evidências consideráveis a seu favor. Por exemplo: a maioria dos caranguejos eremitas é assimétrica, de modo que se encaixam bem nas conchas de caracóis em espiral; o abdómen dos caranguejos-reais, mesmo que não usem conchas de caracóis como abrigo, também são assimétricos.
Uma forma excepcional de carcinização, denominada "hipercarcinização", é vista no caranguejo-porcelana Allopetrolisthes spinifrons. Além da forma encurtada do corpo, A. spinifrons também mostram dimorfismo sexual semelhante ao observado em caranguejos verdadeiros, onde os machos têm um pléon mais curto que as fêmeas.  